# 荣华品牌之争
荣华品牌之争，是香港饮食集团荣华与中国广东省佛山市顺德区苏氏荣华食品公司、中山今明食品公司之间的商标专用权、包装侵权等系列案件的总称。该系列案件起源于1999年，香港荣华发现苏氏荣华生产的月饼使用与香港荣华相似的商标、包装盒，导致双方陷入纠纷，香港荣华将苏氏荣华告上法庭，后法院判定苏氏荣华侵权成立，要求苏氏荣华停止使用被指侵权的包装。此后，双方陷入了无休止的商标权诉讼中。据统计，双方之间的相关诉讼多达58起，案件诉讼费超过1000万元人民币。
该系列案件的争议点是：香港荣华认为，“荣华月饼”属于“知名商品的特有名称”，香港荣华在中国大陆范围内有权使用“荣华月饼”名称；但苏氏荣华认为，苏氏荣华享有国家商标局授予的“荣华”注册商标权利。

## 背景
荣华月饼为香港荣华公司于1950年开始生产的系列月饼，其生产的月饼包装盒采用由香港书法家卓少衡题写的“荣华月饼”字样以及“花好月圆”图形，至今依然不变。改革开放的1979年前后，荣华月饼通过探亲访友、旅游等方式进入了中国内地，在珠江船务担当的客船、广九直通车等均有代销。1994年，香港荣华开始在广东东莞设厂（即东莞荣华），向内地市场扩张。1995年-1996年，香港荣华冠名赞助新华社香港分社主办的世界女排大奖赛，由于多场赛事通过中国内地多家电视台转播，荣华月饼在中国内地的知名度迅速提升。然而，香港荣华的“荣华”商标并未在中国内地成功注册。
另一方面，在1997年，当时名为“顺德市勒流镇苏氏荣华食品厂”（即现在的苏氏荣华）生产了以“花好月圆”做外包装盒的月饼，标志与香港荣华一样，使用“荣华月饼”字样，此举激怒了香港荣华和东莞荣华。为此，香港荣华将苏氏荣华告上法庭，而双方也开始陷入一系列的纠纷之中。

## 商标注册、转让及许可使用情况

### 香港荣华
荣华月饼在1970年代进入中国內地時，由於未為意兩地商標法不同，故没有及時註冊商標。1991年起，香港荣华连续6次在中国内地注册“荣华”商标，但均被国家商标局驳回。据1991年8月8日发送给香港荣华的“商标申请书件受理通知书”表述，根据《中华人民共和国商标法》第17条规定，该商标与沂水县永乐糖果厂注册在相同商品上的“荣华”商标文字相同，故申请被拒绝。同年，香港荣华递交了“牡丹花”图形商标注册申请（申请号600301），1992年6月30日获准注册。1999年12月16日，为了获得更好保护，香港荣华在牡丹花注册商标的基础上，将一直使用的“花好月圆”图形商标在中国内地注册（申请号1567181、1567182、1567183、1567184）。这些商标于2001年5月7日获准注册。此外，香港荣华公司还在中国内地注册了一系列商标。
2006年9月15日，香港荣华与东莞荣华签署两份《商标许可使用合同》，约定香港荣华将其第1538547号、第1951149号注册商标无偿许可东莞荣华使用，其中第1538547号注册商标许可使用的期限为自2001年5月1日起至2011年3月13日；而第1951149号注册商标许可使用的期限为自2002年12月10日起至2012年10月13日。

### 苏氏荣华
1989年11月14日，山东省沂水县永乐糖果厂递交了“荣华”商标注册申请（申请号533357），其标记由一个椭圆形圆圈及两个简体字“荣华”组成，核定使用商品包括“糖果、糕点”，该商标于1990年11月获准注册。1996年初，顺德荣华也向国家商标局申请“荣华”商标注册，但由于此前申请号为533357的商标已经获准注册，故申请被拒绝。苏国荣后来用两万元，从沂水县永乐糖果厂购买了“荣华”商标。1997年12月28日，商标局获准该商标转让。此后，苏国荣使用该商标，大量生产苏氏荣华产品。
1998年4月20日，苏氏荣华向国家商标局递交了“荣华 RONGHUA”商标注册申请，申请在第30类商品上注册商标（申请号1326519）。1998年9月21日，苏氏荣华又向国家商标局递交了“荣华”商标注册申请，申请在第30类商品上注册商标（申请号1393583）。随后香港荣华对两件注册商标提出异议，2000年12月21日，国家商标局裁定香港荣华所提异议理由不成立，第1326519号及第1393583号商标予以核准注册。1999年3月14日，苏氏荣华递交的“荣华月”特殊文字商标获准注册（申请号1255171），核定使用商品为第30类商品；之后在1999年9月21日，苏氏荣华递交的特殊图形商标获准注册（申请号1317036），核定使用商品为第30类商品。2000年5月31日，香港荣华公司向商标评审委员会提出撤销注册申请，申请撤销顺德苏氏荣华厂注册的两件注册商标。2007年7月16日，商标评审委员会裁定维持第1255171号及第1317036号商标。但香港荣华表示不服，除了向国家工商局商标评审委员会提出复审外，还将商标评审委员会起诉至北京市第一中级人民法院。
2003年，苏氏荣华向国家商标局递交了“金荣华”（申请号3532892，第30类）、“荣华”（申请号3709015，第32类）和“荣华”（申请号3865608，第30类）商标注册申请。2009年，香港荣华向商标评审委员会提出异议复审，后商标评审委员会裁定，上述商标在糕点、月饼商品上不予注册。但香港荣华表示不服，将商标评审委员会起诉至北京市第一中级人民法院及北京市高级人民法院。
2006年7月20日，中山今明食品公司与苏氏荣华签订《商标许可使用合同》，该合同约定苏氏荣华将第533357号“荣华”商标许可今明公司在第30类商品上使用，许可使用的商品项目为“该商标核准使用的商品项目及类似商品项目”，许可使用的期限自2006年7月19日起至2007年4月30日止。2006年11月21日，商标局对该商标使用许可合同审核备案。

## 诉讼经过
1997年至1999年，当时名为“顺德市勒流镇苏氏荣华食品厂”（即苏氏荣华）生产了以“花好月圆”做外包装盒的月饼，其商标、包装、装潢仿冒香港荣华，且从字形、字体、排列上也是复制香港荣华的，不仅如此，此款月饼没有使用其购得的“荣华”（简体带圈）注册商标。而此举激怒了香港荣华和东莞荣华。为此，在1999年9月6日，香港荣华及东莞荣华以“不正当竞争”为由，将苏氏荣华起诉至佛山市中级人民法院，要求法院判令顺德荣华立即停止侵权行为。2000年4月28日，佛山中院一审宣判，法庭判定苏氏荣华1997年款月饼与荣华月饼装潢相近似，侵犯香港荣华“花好月圆”的图案，应立即停止生产销售。法庭同时驳回了香港荣华请求判令顺德荣华在1998年、1999年款月饼装潢包装不正当竞争的诉求。佛山中院的判决也认定了香港荣华的荣华月饼在1997年已是“知名商品”。
2006年，香港荣华在东莞市中级人民法院以“商标侵权及不正当竞争”起诉中山今明公司生产的“荣华月饼”侵权，请求判令停止侵权并索赔100万元。在证据保全过程中，法院发现苏国荣授权中山今明公司使用“荣华”（简体带圈）注册商标，而要求香港荣华追加苏氏荣华法定代表人苏国荣为第三人参加诉讼。法庭认定，香港荣华的“荣华月饼”属于“未注册的驰名商标”，判令中山今明公司停止侵权行为。另外，由于中山今明公司实际上未使用任何苏氏荣华的商标、商号、标识、条码、代码、电话、地址及授权字眼，因此没有判令苏国荣承担法律责任，而是认定苏国荣虽拥有“圈状的变体简化字荣华图形”注册商标，由于受香港荣华“荣华”未注册驰名商标在先民事权利的限制，仍应规范使用，不能以香港荣华相同或近似的方式使用。一审后，中山今明公司服判，未提起上诉，且迄今为止没有再发现其生产销售“荣华月饼”；而苏国荣不服，提起上诉。
2007年12月20日，北京市第一中级人民法院裁定对苏氏荣华注册的第1255171号、第1317036号商标予以维持，香港荣华仍不服，向北京市高级人民法院提起上诉。2008年5月13日，北京市高级人民法院作出终审宣判，维持前述一审行政判决。
2009年，广东省高级人民法院对香港荣华诉中山今明商标侵权及不正当竞争案作出二审宣判。由于最高人民法院下发通知要求谨慎认定“驰名商标”，经审委会集体讨论后，二审基本维持了一审判决的内容，只是将一审判决中山今明公司的行为侵犯香港荣华的“荣华”未注册驰名商标，改为“侵犯香港荣华‘荣华月饼’知名商品特有名称”，并且二审判决认定苏国荣及苏氏荣华应当对注册商标的使用作严格规范，以避免造成相关公众的误认，故法院没有判令苏国荣承担任何法律责任。二审后，苏国荣仍不服，向最高人民法院提出再审。2010年，最高人民法院受理再审申请。审查期间，法官多次组织双方进行调解，认同香港荣华月饼在“国内外享有盛誉”，苏国荣及中山今明公司有意模仿包装、标识造成消费者误解的事实。由于双方差距过大，最终未能达成一致意见。
2011年，香港荣华及东莞荣华以侵害商标权和擅自使用知名商品特有名称、包装、装潢为由，将黄维德、苏氏荣华和苏国荣告上法庭。同年9月7日，苏国荣到北京一中院起诉香港荣华商标侵权，要求赔偿损失9000万元。同年10月9日，针对苏国荣提出的，对香港荣华诉中山今明商标侵权及不正当竞争案再审的申请，最高人民法院作出再审的裁定。
2012年，最高人民法院裁定提审本案。同年4月，九位知名法律专家就该案进行了论证。该论证认为，广东高院的判决认定香港的荣华月饼为“知名商品特有名称是正确的”。
2012年8月28日，最高人民法院对香港荣华诉中山今明商标侵权及不正当竞争案作出三审判决。法院宣判，维持广东省高院作出的被告侵犯香港荣华4个花好月圆图案注册商标的判决。该宣判未改判广东省高院作出认定的香港荣华的“荣华月饼”知名商品特有名称权，但认为今明公司在本案中不构成对香港荣华的“荣华月饼”知名商品特有名称权的侵犯；同时对被告赔偿给香港荣华10万元的金额不作调整。同年9月28日，苏氏荣华向佛山市禅城区工商行政管理局投诉香港荣华侵犯其商标权，之后禅城工商局经济检查支队查封扣押了所有在禅城区东方广场吉之岛销售的香港荣华月饼。不久后，香港荣华迅速作出反击，将高院的判决送到佛山市工商局。佛山市工商局经过研究后，认为下架的理据并不充分，对下架决定紧急叫停。
2013年1月28日，香港荣华及东莞荣华诉黄维德（东莞市莞城三曦海味商行负责人）、苏氏荣华及苏国荣侵害商标权和擅自使用知名商品特有名称、包装、装潢案在东莞中院审理。在诉讼请求中，香港荣华还要求苏氏荣华停止在月饼商品上使用没有区别的“荣华月饼”商品名称的不正当竞争侵权行为，并要求法院责令苏氏荣华在生产销售的“荣华月饼”上附加足以区别商品来源的其他标识。香港荣华在诉讼中又增加了诉求，要求认定“荣华月饼”为“知名商品特有名称”，判令苏氏荣华停止在其月饼商品上使用没有区别的“荣华月饼”商品名称的不正当竞争侵权行为。在同年3月的调解中，香港荣华提供了两种调解方案。其第一个解决方案是，香港荣华出价1000万元人民币，买断苏氏荣华商标权，然而此方案遭到苏氏荣华的拒绝。此后，香港荣华提出第二种方案，其方案为：双方都继续在市场上销售，但各自规范使用荣华商标和包装，顺德荣华用简体字，而香港荣华用繁体字。香港荣华还特别提出，如果双方共存，苏氏荣华不要在包装上标明“香港监制”，而这一方案一样遭到了苏氏荣华的拒绝。苏氏荣华方面称，其拥有“荣华”的注册商标权，应该按照商标法来使用，不应该受到诸多限制。苏氏荣华强调“自己拥有中国内地的注册商标权”，香港荣华没有经过允许，不能使用，并表示如果香港荣华需要使用“荣华”商标，就要香港荣华支付数亿元的商标使用费。
2013年4月8日，东莞中院一审宣判，认定香港荣华生产销售的“荣华月饼”为知名商品，享有在先使用知名商品特有包装、装潢的权利；苏氏荣华享有“荣华”商标专用权，在其生产的月饼上使用“荣华月饼”4个字不构成侵权，但苏氏荣华生产的一款“清香双黄白莲蓉月饼”的产品装潢，侵害香港荣华知名产品的包装装潢，应停止生产、销售并承担赔偿责任。法院同时判令三被告共同赔偿原告经济损失人民币1000万元，并在报纸上公开道歉。一审判决后，原、被告均不服，均向广东省高级人民法院提出上诉。香港荣华上诉请求广东高院支持其一审的全部诉讼请求，即在认定一审判决的基础上还请求法院认定“荣华月饼”为“知名商品特有名称”。苏氏荣华的上诉状则表示，请求法院撤销一审判决，改判驳回原告的全部诉讼请求。
2013年8月19日，北京市第一中级人民法院一审宣判，判令香港荣华停止生产和销售“荣华及图”商标和“荣华月”商标的月饼，并且赔偿顺德荣华1740万元。但香港荣华表示不服，已经提出上诉。
2013年9月10日，香港荣华诉苏氏荣华侵权案二审在广东高院审理，然而该案至今未作出二审宣判。同年12月，最高人民法院向知識產權審判庭發出覆函，指香港榮華在1990年前主要在香港宣傳，無證據顯示當時已在中国內地有一定知名度，變相否定香港榮華生產的「榮華月餅」屬知名商品的特有名稱。但香港榮華表示不服，將向人大代表表達不滿。
2014年12月26日，北京市高级人民法院终审宣判，维持商标评审委员会对苏氏荣华注册的第3532892号、第3709015号、第3865608号商标的异议复审裁定。

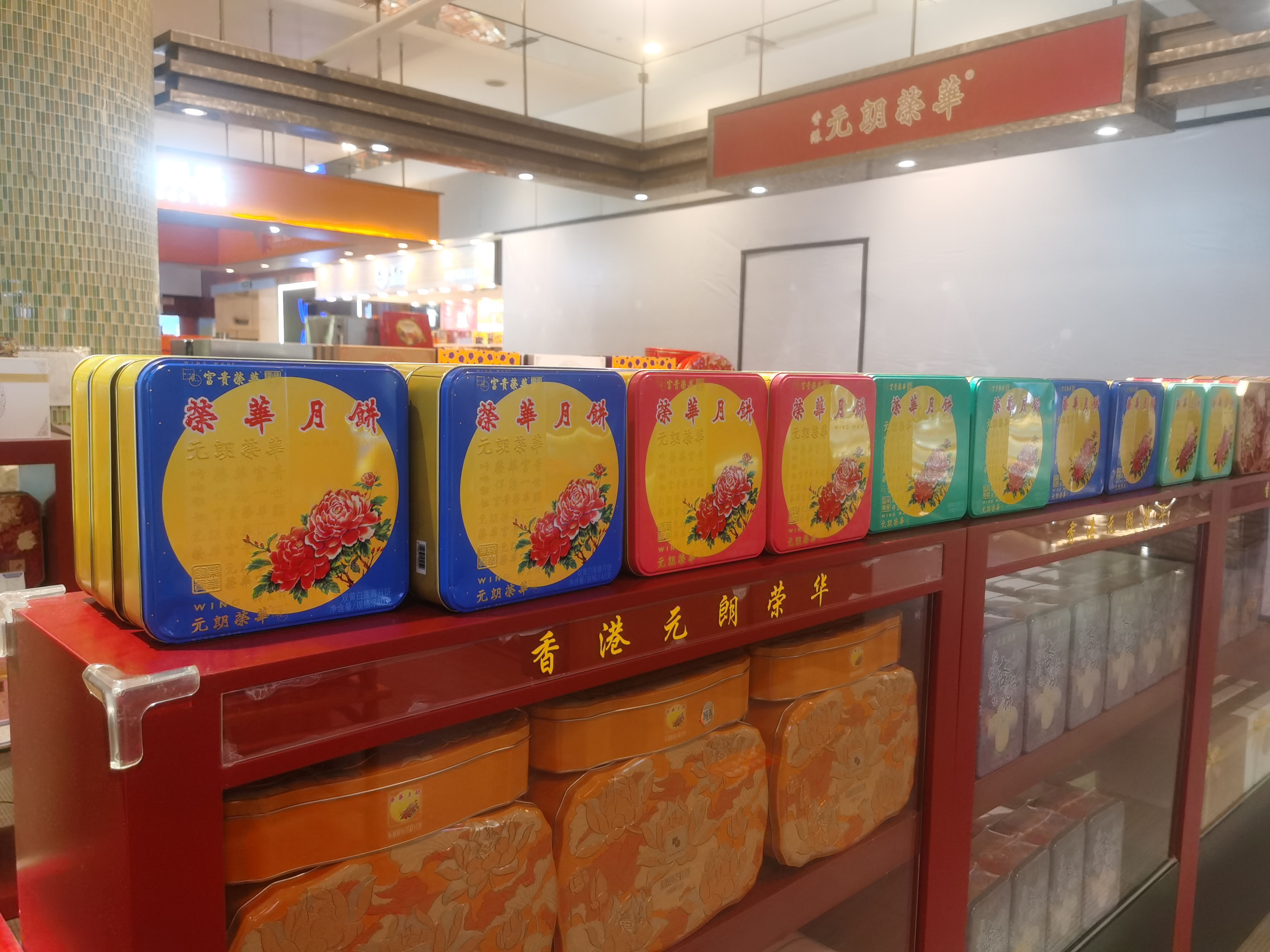
2024年起在中国大陆销售的香港荣华月饼（包括香港和东莞生产）已恢复使用魏碑字体“荣华月饼”商标

2023年12月15日，因最高人民检察院认为此前判决不当抗诉，最高人民法院就荣华月饼商标侵权案进行再审，最终维持2012年8月28日作出的判决。最高院在此次判决中，确认修改荣华生产的“荣华月饼”作为知名商品的地位，并认定其特有的名称、包装和装潢应受法律保护；苏氏荣华对“荣华月饼”四字使用方式不当，侵犯了香港荣华的包装和装潢权，造成消费者混肴；但同时认定苏氏荣华作为注册商标权人有权以正确方式使用“荣华月饼”来描述和介绍其产品，此时苏氏的产品未侵犯特有名称权。因此，双方需各自规范使用现有商标，即香港荣华可使用由左到右排列的魏碑字体“荣华月饼”商标，而苏氏荣华可使用其注册的圆圈加“荣华”文字的组合商标。

## 香港荣华的应对措施

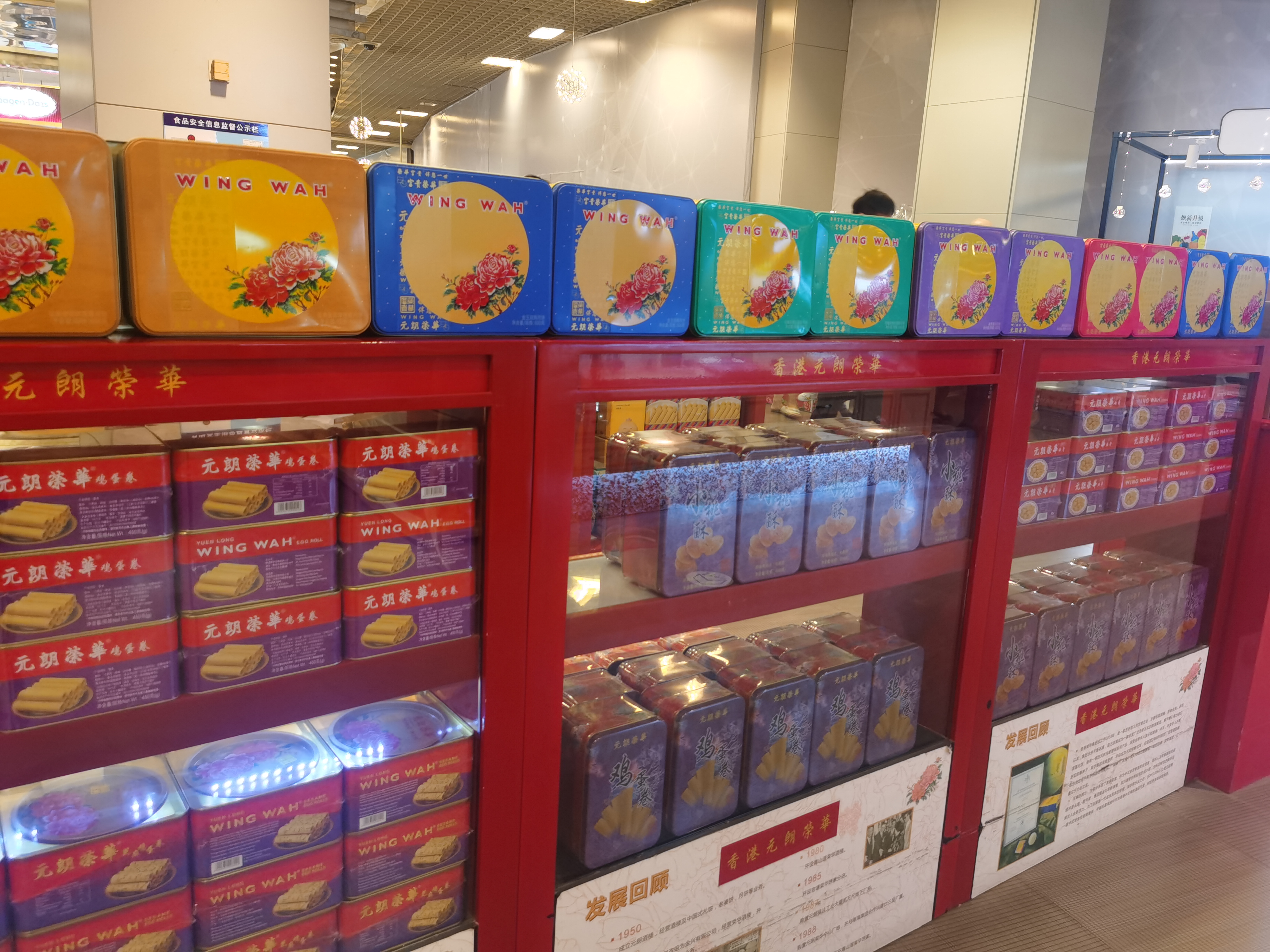
于中国内地正规渠道进口的荣华月饼（及在东莞生产的各款荣华产品，由香港荣华监制且仅在中国内地销售）曾一度弃用“荣华”字样，以「元朗榮華」、「WING WAH」取而代之（2021年摄）

2013年5月-6月，香港荣华在中国內地的经销商先后多次收到来自苏氏荣华的《告知函》，称香港荣华月饼对其商标形成侵权。同年6月27日，为避免苏氏荣华再指香港荣华侵權，香港荣华做出应对措施，宣布启用「元朗榮華」作为新的榮華月餅品牌名称，并保留原有的「榮華月餅」名称，兩者無論售價、款式、月餅數量、鐵罐包裝設計均一致。在销售渠道方面，兩個品牌在香港所有門市同時有售，榮華在中国內地的直营專門店也會同時發售兩個品牌的月餅，但內地第三方經銷商只會發售「元朗榮華」月餅。
2014年7月8日，香港荣华宣布再启用「WING WAH」作为新的榮華月餅品牌名称，同时作为荣华月饼在中国内地市场销售的唯一品牌，而香港和海外地區則三個品牌均有銷售。据香港榮華董事總經理劉培齡表示，使用新品牌主要是邁向國際化的需求，另一方面是可以避免被人“搭便車”。

## 後續
2025年4月，蘇氏榮華餅家更名為蘇氏餅家，月餅系列同步更名為蘇氏月餅。

## 分析
中国政法大学教授张楚表示，在处理商标纠纷时，从《商标法》和《反不正当竞争法》的关系来看，确有一些权利冲突的情况出现。但无论从《反不正当竞争法》还是从《商标法》来讲，先“使用”都是获得正当知识产权权利的途径。因此两家“荣华月饼”无论依据《反不正当竞争法》产生权利，还是依据《商标法》获得权利，都应该给予保护。而中南财经政法大学博士生导师、知识产权教授吴汉东认为，在双方当事人规范使用注册商标和特有名称的情况下，两项权利并行不悖，互不干涉。
而广东伯方律师事务所刘律师认为，已有证据表明香港荣华早在苏氏荣华商标注册核准前，在中国内地数十个省市获得极高知名度。且认定知名商品特有名称所必需的各项因素均齐全，可判定顺德荣华确实存在恶意抢注行为。另外，中国也是《巴黎公约》成员国，根据《巴黎公约》相关规定，某商标若在某一成员国或地区已被认定是驰名商标，那么其余成员国的企业不得注册同样的商标，故苏氏荣华的商标应依据相关规定予以撤销。从商标使用繁简的角度来看，刘律师认为，由于两地文字使用习惯不同，故一般注册商标均为简体，但此不能作为禁止使用繁体的依据，若苏氏荣华在中国内地合法注册且未被撤销的话，则依法享有使用“荣华”繁简体商标的权利。
另一方面，由于中国内地与香港的商标法律体制不同，导致双方诉讼时间相对较久。根据《中华人民共和国商标法》规定，中国内地对商标实行“注册保护”原则，即在先使用但未注册的商标，其法律效力不如后使用但注册的商标；而香港则实行“使用保护”原则。然而在先使用的未注册商标是否给予保护及如何保护的问题一直备受关注，但学界和司法界均存在较大分歧。为此，2013年修订通过的《中华人民共和国商标法》规定了“商标注册人申请商标注册前，他人已经在同一种商品或者类似商品上先于商标注册人使用与注册商标相同或者近似并有一定影响的商标的，注册商标专用权人无权禁止该使用人在原使用范围内继续使用该商标，但可以要求其附加适当区别标识”，以解决未注册商标保护的问题。

## 影响
在2011年，由于苏氏荣华与香港荣华产生商标纠纷，导致苏氏荣华生产的月饼在天虹商场的上架时间较其他品牌晚。